# یونسوو (شهرستان مچتلینسکی، باشقیرستان)
یونسوو (انگلیسی: Yunusovo, Mechetlinsky District, Republic of Bashkortostan) یک شهرک در شهرستان مچتلینسکی استان باشقیرستان کشور روسیه است.